# Gałązczyce
Gałązczyce (deutsch bis 1880 Hohengiersdorf, ab 1880 Giersdorf, 1945–1947 Galancice) ist ein Dorf in der Stadt- und Landgemeinde Grodków (Grottkau) in der Woiwodschaft Opole in Polen.

## Geographie
Das Angerdorf Gałązczyce liegt acht Kilometer westlich von Grodków (Grottkau), etwa 32 Kilometer südwestlich von Brzeg (Brieg) und 45 Kilometer westlich von Opole (Oppeln) in der Schlesischen Tiefebene. Der Bahnhof Giersdorf/Gałązczyce lag an der Bahnstrecke Grodków Śląski–Głęboka Śląska.
Nachbarorte von Gałązczyce sind im Norden Gnojna (Olbendorf), im Osten Sulisław (Zülzhof), im Süden Wierzbna (Würben) und Mikołajowa (Niklasdorf) und im Westen Rożnów (Ober Rosen).

## Geschichte

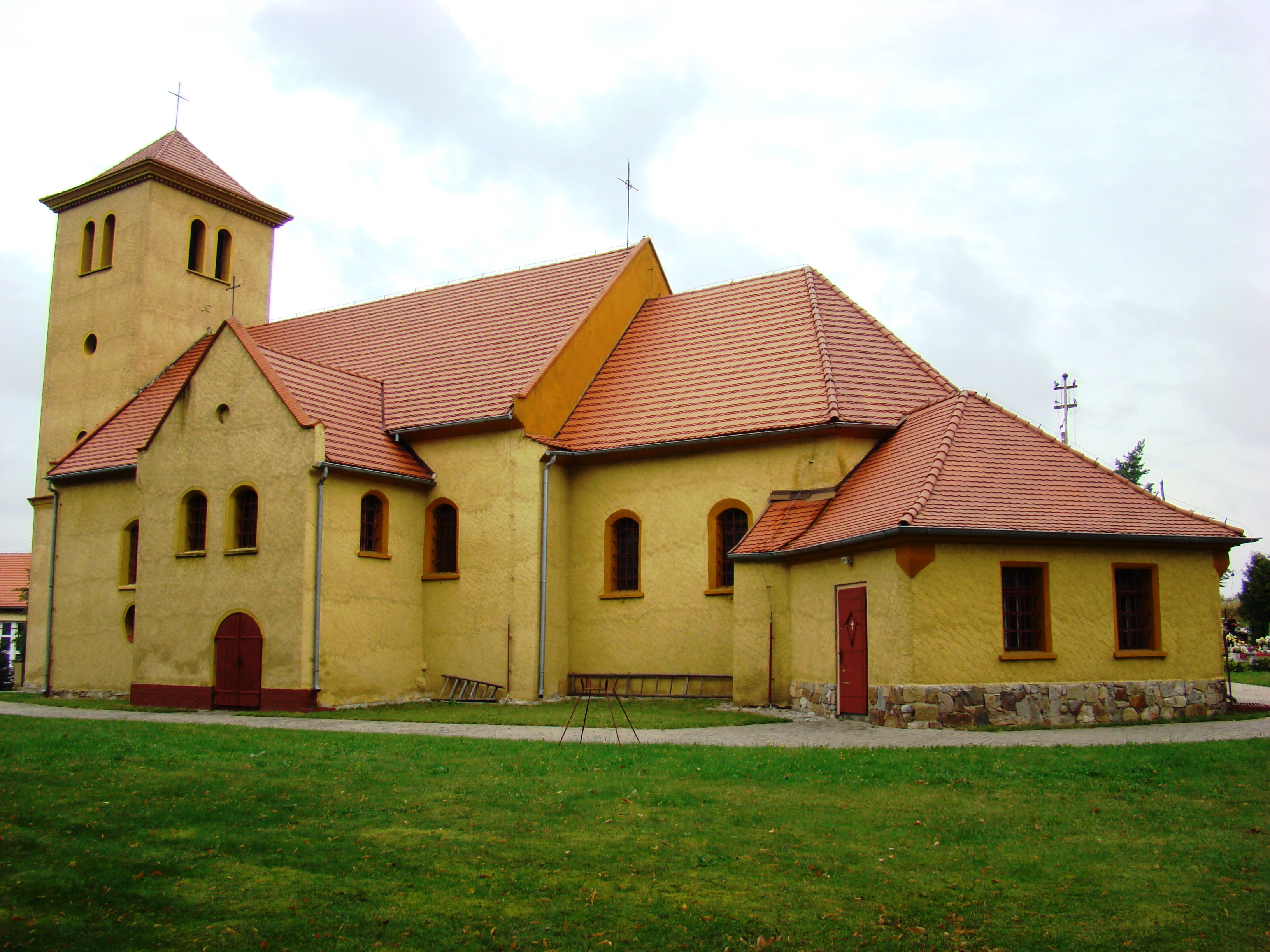
Kirche Maria Königin und St. Martin

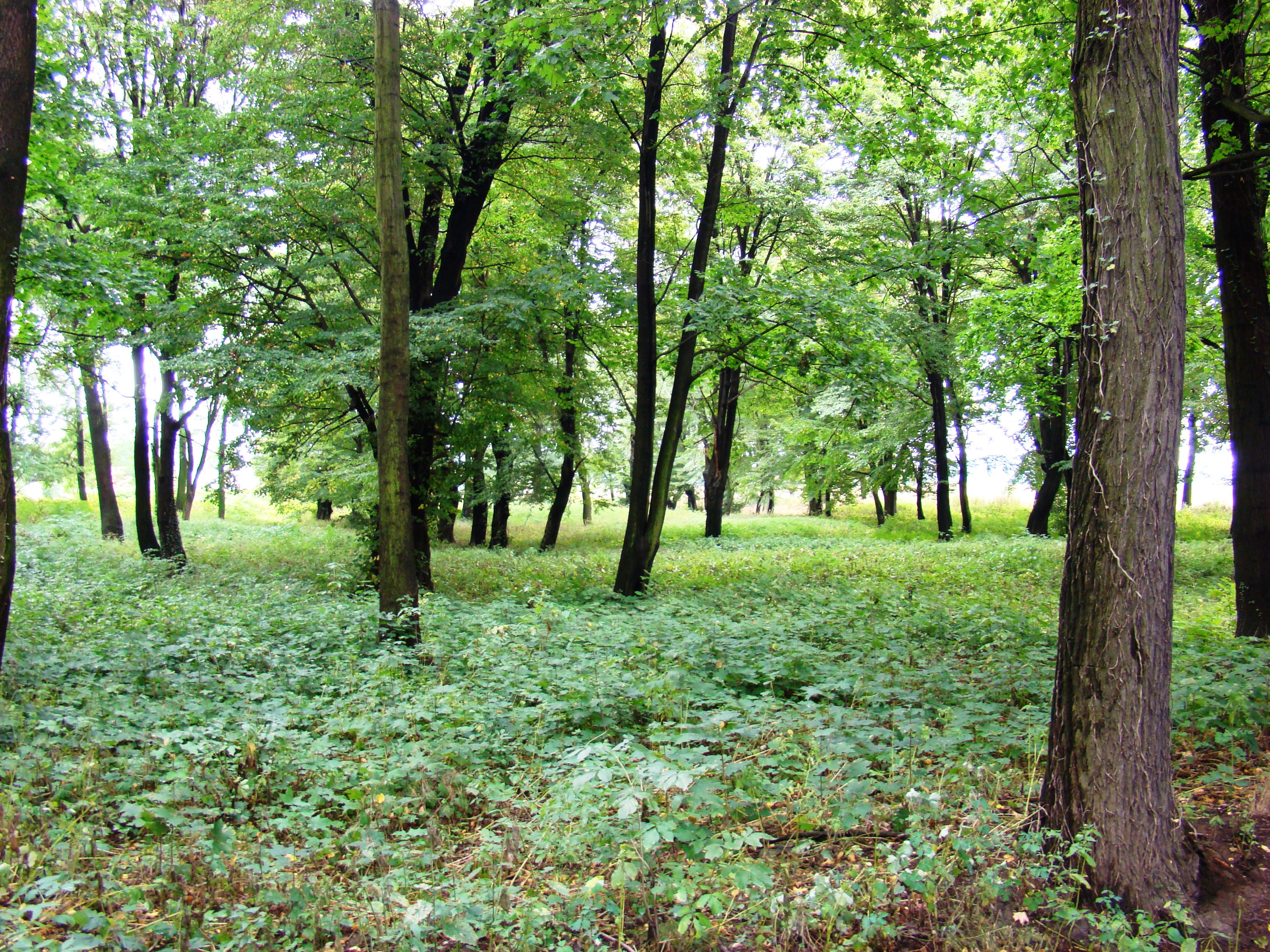
Schlosspark

Erstmals erwähnt wurde Giersdorf 1303/04 als „villa Glasczi sive Gerhardi villa“ im Zehntregister Liber fundationis episcopatus Vratislaviensis. In einer Urkunde aus dem Jahre 1305 ist die Schreibweise „Galanscicz sive ... villa Gerardi“ belegt. 1343 wurde Gerhardi villa von der Stadt Grottkau erworben, mit der es 1344 an das bischöfliche Fürstentum Neisse gelangte. 1372 verkaufte Ritter Johann von Pogarell das Dorf Gerhardisdorf dem Breslauer Bischof Preczlaw von Pogarell. 1425 zahlte Gerhardisdorf Zins an das Bistum Breslau. 1579 gehörte es anteilig dem Bischof Martin von Gerstmann und dem Heinrich Hundt. Ihnen folgte der bischöfliche Hofrichter Heinrich Buchta von Buchtitz auf Zülzhof, Leuppusch und Hohen-Giersdorf.
In den Wirren des Dreißigjährigen Krieges wurde Giersdorf mehrere Male geplündert und zerstört. Nach dem Ersten Schlesischen Krieg 1742 fiel Hohengiersdorf mit dem größten Teil des Fürstentums Neisse an Preußen.
1814 kam Hohengiersdorf als Dotation an den Feldmarschall Ludwig Yorck von Wartenburg. Nach der Neugliederung der Provinz Schlesien gehörte die Landgemeinde Hohengiersdorf ab 1816 zum Landkreis Grottkau, mit dem sie bis 1945 verbunden blieb. 1845 bestanden im Dorf eine katholische Pfarrkirche, eine katholische Schule, zwei Vorwerke und 102 weitere Häuser. Im gleichen Jahr lebten in Giersdorf 576 Bewohner, davon 23 evangelisch. 1874 gelangte Hohengiersdorf an den neu gebildeten Amtsbezirk Hohengiersdorf, der die Landgemeinden Hohengiersdorf und Nieder Giersdorf sowie die Gutsbezirke Hohengiersdorf, Nieder Giersdorf und Zülzhof umfasste. 1885 zählte Giersdorf 506 Einwohner, 1933 waren es 767 bzw. 1939 793 Einwohner.
Als Folge des Zweiten Weltkriegs fiel Giersdorf 1945 mit dem  größten Teil Schlesiens an Polen. Nachfolgend wurde es in Galancice umbenannt und der Woiwodschaft Schlesien angeschlossen. Die deutsche Bevölkerung wurde, soweit sie nicht vorher geflohen war, weitgehend vertrieben. Die neu angesiedelten Bewohner waren teilweise Zwangsumgesiedelte aus Ostpolen, das an die Sowjetunion gefallen war. 1950 wurde Galancice der Woiwodschaft Opole zugewiesen. 1947 wurde es in Gałązczyce umbenannt. Seit 1999 gehört es zum  Powiat Brzeski (Brzeg).

## Sehenswürdigkeiten
- Die römisch-katholische Kirche Maria Königin und St. Martin (polnisch Kościół Matki Bożej Królowej Świata i św. Marcina) wurde erstmals 1372 erwähnt. 1688 entstand ein steinerner Bau. Vor Kriegsende 1945 teilweise zerstört, wurde der Kirchenbau bis 1954 vereinfacht wieder aufgebaut. Das Gebäude steht seit 1955 unter Denkmalschutz.[6] Das Tauf- und Weihwasserbecken entstand um 1600. Außen haben sich zahlreiche Renaissance-Epitaphe der Familien von Seydlitz und von Dresky erhalten.
- Denkmalgeschützter Schlosspark des ehemaligen Schlosses Giersdorf[6]